# کمبلتاون (پنسیلوانیا)
کمبلتاون (به انگلیسی: Campbelltown) یک منطقهٔ مسکونی در ایالات متحده آمریکا است که در شهرستان لبنان، پنسیلوانیا واقع شده‌است. کمپبلتاون ۷٫۵ کیلومتر مربع مساحت و ۲٬۴۱۵ نفر جمعیت دارد.